# 496
496 је била преступна година.

## Догађаји
- Цар Анастасије I је свргнуо и изопштио Јефимија, патријарха цариградског. За свог наследника поставља Македонија II. Јефимије је послат у изгнанство.
- Битка код Толбијака: Краљ Хлодовех I побеђује Аламане код Зулпиха (Немачка). Гибулд, последњи краљ Аламана, погинуо је у бици и територија је укључена у Франачко краљевство.
- 25. децембар – Краљ Хлодовех I је крштен у Рамсу, од Светог Ремигија. Преобраћење јача везе између његових гало-римских поданика, предвођених њиховим епископима.
- Трасамунд је наследио свог брата Гунтамунда након његове смрти и постао краљ Вандала. Под његовом влашћу наставља са прогоном православних.
- Персијског краља Кавада I свргнуо је и прогнао у Сузијану његов млађи брат Јамасп. Племићи га постављају на Сасанидски престо.
- Император Сјао Вен Ди из Северног Веја започиње процес синицизације, мењајући име свог клана у Хан кинеско Јуан.
- 21. новембар – Папа Геласије I умире после 4-годишњег епископства а наследио га је папа Анастасије II рођен у Риму као 50. римски епископ.